# 中信重工
中信重工机械股份有限公司，簡稱中信重工机械股份、中信重工机械和中信重工（英語：CITIC Heavy Industries Co.,Ltd.，上交所：601608），是一家中华人民共和国上市公司。

## 概述
1954年，由當時的中国共产党中央委员会主席毛澤東，以及国家计划委员会批准，於河南洛陽（總部）成立前身「洛阳矿山机器厂」，隶属一机部。首任廠長為纪登奎。
焦裕禄曾经在该厂工作，文革期间，习仲勋在此下放劳动。
1993年，成為中国中信集团公司一分子，更名為「中信重型机械公司」，業務在全球經營生產和銷售矿业装备和水泥装备。現時為香港上市公司中國中信股份有限公司（港交所：267）旗下公司，中信股份持有該公司71.04%股權。
董事長為任沁新，總經理為俞章法。
股份在2012年7月6日於上海證券交易所上市。招股價為4.67元人民幣，集資額為31.9895億元人民幣，發行售股為6.85億股A股。

## 外部連結
- citichmc.com（页面存档备份，存于）